# Dario Cavallito
Dario Cavallito (né le 21 février 1942 à Turin au Piémont) est un joueur de football italien, qui joue au poste de milieu offensif du début des années 1960 à la fin des années 1970.

## Biographie
Dario Cavallito est le fils du gérant du Bar-Restaurant du Stadio Filadelfia de Turin, il commence à jouer au football dans sa ville natale et entre au centre de formation de la Juventus.
Avec les jeunes « bianconere », il remporte quelques trophées comme le Campionato De Martino en 1960, le Torneo di Viareggio en 1961, et le "Trofeo Caligaris" en 1962.
En équipe réserve, il joue quelques matchs amicaux, puis fait ses débuts professionnels en tant qu'attaquant en 1961, lancé par Renato Cesarini. Il joue son premier match juventino le 29 juin 1961 lors d'une victoire sur le Torino en Coppa Italia, match au cours duquel il inscrit le but du 2-1 (score final 2-2 puis victoire 3 à 2 aux tirs au but).
En manque de temps de jeu, il rejoint la saison suivante le Côme Calcio en Serie B pour acquérir de l'expérience. Au bout d'une saison, il retourne à Turin mais ne joue qu'une seule rencontre (une victoire 5-2 en coupe sur la Sampdoria le 6 septembre 1962)
Il repart donc en 1963 en Serie B à Parme puis, rejoint l'année suivante, le SPAL Ferrare, avec qui il obtient une promotion en Serie A.
Il rejoint ensuite le Monza Calcio puis le Pescara Calcio, ou il évolua avec son ex-coéquipier au SPAL et à la Juve Sergio Cervato. Il passe ensuite au Prato Calcio, à Associazione Sportiva Lucchese Libertas 1905, à Viareggio Calcio, et enfin à l'Ivrée Calcio, prenant sa retraite en 1978. 
En Serie B, Cavallito a joué 88 matchs.
Il devient ensuite commerçant dans le secteur vinicole à Turin après sa retraite.

## Palmarès
Juventus
- Campionato De Martino (1)[5] :
  - Vainqueur : 1960.

- Tournoi de Viareggio (1)[5] :
  - Vainqueur : 1961.